# Ливанско-сирийские отношения
Ливанско-сирийские отношения — двусторонние дипломатические отношения между Ливаном и Сирией. Протяжённость государственной границы между странами составляет 403 км.

## История
Ливан и Сирия являются частью исторической территории Великая Сирия. В 1920 году в период французского мандата был сформирован Великий Ливан, территория которого в основном соответствовала границам современного Ливана. Общее историческое прошлое способствовало установлению прочных связей между Ливаном и Сирией. После окончания Второй мировой войны обе страны стали независимыми государствами, но сохранили единый валютный и таможенный союз, однако на политическом уровне более сильное сирийское государство иногда воспринималось ливанскими властями с недоверием.
В 1950-е и 1960-е годы Сирия страдала от внутренних проблем и не участвовала в политической жизни Ливана. Тем не менее, некоторые источники приписывают Сирии заметную роль в организации беспорядков в Ливане в 1958 году. В конце 1960-х годов рост активности палестинских партизан на юге Ливана способствовал созданию напряжённых отношений с Сирией. В 1973 году ливанская армия начала участвовать в боевых действиях против палестинских партизан, а Сирия закрыла границу в знак протеста. В 1975 года в Ливане началась гражданская война и Сирия приняла в ней активное участие. Сирийский президент Хафез Асад опасался победы радикальных сил в Ливане, так как это привело бы к обострению политической ситуации в Сирии, которая и так столкнулась в эти годы с восстанием мусульманских фундаменталистов.
На ранних этапах Гражданской войны в Ливане Сирия выступала в качестве посредника, организовав несколько режимов прекращения огня. В феврале 1976 года Сирия помогла сформировать пакет политических реформ, который бы предоставил мусульманам больше власти в Ливане, но инициатива не удалась. Когда дипломатические инициативы не удались Сирия осуществила вторжение в Ливан. В мае 1976 года Сирия сыграла важную роль в избрании президентом Ильяса Саркиса. К январю 1977 года около 27 000 сирийских военнослужащих находились в Ливане. В 1980-е годы Сирия была доминирующим внешним игроком в Ливане, которая контролировала большую часть страны.
30 апреля 2005 года сирийские войска покинули Ливан, положив конец тридцатилетней оккупации этой страны. В 2011 году в Сирии началась гражданская война, что крайне негативно сказалось на Ливане и привело к дестабилизации политической обстановки в этой стране.